# Zanzíbar
|  | Per a altres significats, vegeu «Zanzibar». |

Zanzíbar (suahili: Zanzibar; àrab: زنجبار, Zanjibār) és un arxipèlag de l'oceà Índic, davant les costes africanes. El formen dues illes: Unguja (sovint també anomenada Zanzíbar) i Pemba.
Zanzíbar és un estat confederat amb el de Tanganyika, amb el qual forma la República Unida de Tanzània, i que inclou també algunes altres illes més petites, entre les quals destaquen Chumbe, que és un parc natural, i Tumbatu (l'única també habitada).
L'arxipèlag de Zanzíbar té una extensió de 2.460 km² i una població de 960.000 habitants. La capital és Zanzíbar (257.000 h). La ciutat vella de Zanzíbar fou declarada Patrimoni de la Humanitat per la UNESCO.
El nom prové del persa زنگبار, Zangi-bar, ‘Costa dels Negres’, derivat de l'àrab زنجبار, Zanjibār. En català és normativa la forma Zanzíbar.

## Economia
La principal exportació són les espècies i en concret el clau, del qual és el tercer exportador mundial. La major font d'ingressos és el turisme que es veié seriosament afectat el 2008 per la caiguda del sistema elèctric durant un mes, entre maig i juny que va deixar tota l'illa sense electricitat i dependent de generadors. Zanzíbar és un destí turístic especialitzat en natura. El principal recurs turístic de les illes que formen aquest arxipèlag és la seva vegetació i les platges. A nivell mundial, és una de les millors destinacions per a practicar la pesca esportiva i el submarinisme. 90.000 turistes desembarquen anualment a l'illa i representen el 15% del PIB.

## Història
Zanzíbar ha estat habitat durant almenys 20.000 anys; la seva història escrita comença quan l'arxipèlag es va convertir en un lloc de pas per als comerciants que viatjaven entre Aràbia, Índia i Àfrica. Segons al-Massudí els reis dels Zunuj i els seus súbdits, eren pagans, però per les proves arqueològiques sembla que l'islam ja havia pres peu. Al temps d'al-Idrissí, al segle xii, els habitants de Zanzíbar parlaven suahili i eren musulmans. L'illa d'Unguja oferia un port segur i ben protegit i, encara que l'arxipèlag en si oferia pocs productes de valor, els àrabs es van assentar en el que esdevindria després la ciutat de Zanzíbar (Stone Town) i el van convertir en un centre de comerç amb les poblacions costaneres de l'Àfrica Oriental. Els àrabs van construir fortaleses a les illes i també la primera mesquita de l'hemisferi sud.
A finals del segle xv i arran del viatge de Vasco da Gama, els portuguesos van ser els primers europeus que van aconseguir el control de Zanzíbar, que van mantenir durant gairebé dos segles. En 1698 el sultanat d'Oman es va apoderar de l'enclavament i va desenvolupar una economia de comerç i plantacions, amb una elit àrab governant sobre una majoria de població africana. En les plantacions de Zanzíbar es van conrear espècies, de manera que enclavament va adquirir el nom d'Illes de les Espècies (un nom que han comprat a les illes Moluques, que formen part de l'actual Indonèsia). Un altre producte important en l'economia zanzibariana era l'ivori, obtingut dels ullals dels elefants africans. El tercer pilar de l'economia el constituïen els esclaus africans, que van convertir Zanzíbar en un important centre esclavista del món àrab, i van crear un sistema comercial triangular amb Aràbia i l'Índia similar al sistema esclavista triangular d'Europa-Àfrica-Amèrica. El sultà de Zanzíbar controlava una part substancial de la costa oriental africana coneguda com a Zanj i nombroses rutes comercials africanes.
Gradualment el control de Zanzíbar va passar a l'Imperi Britànic, que va prendre possessió del lloc com a part de la seva política expansiva colonial i també en part a causa de l'ímpetu del moviment abolicionista de l'esclavitud. El 1890 Zanzíbar es va convertir en un protectorat britànic. La mort d'un sultà i la seva successió per part d'un candidat no aprovat pels britànics va portar a la Guerra anglo-zanzibaresa, considerada la guerra més breu de la història (38 minuts).
El 1963 l'arxipèlag de Zanzíbar va aconseguir la independència com una monarquia constitucional, però les tensions ètniques entre àrabs i africans van portar poc després a la sagnant Revolució de Zanzíbar en la qual el sultà de Zanzíbar va ser enderrocat, diversos milers d'àrabs i indis van ser assassinats, altres milers expulsats i les seves propietats confiscades pel nou govern de la República de Zanzíbar i Pemba. El mes d'abril, la nova república va assolir un acord amb la veïna Tanganyika, segons la qual s'unien per formar el país de Tanzània, en el qual Zanzíbar constitueix una regió autònoma. El gener de 2001 es va produir una massacre a Zanzíbar com a resultat d'unes eleccions amb resultats qüestionats.